# アカバネシギダチョウ属
アカバネシギダチョウ属（Rhynchotus）は、鳥綱シギダチョウ目（ダチョウ目とする説もあり）シギダチョウ科に分類される属。

## 分類
以下の分類・英名は、IOC World Bird List(v11.1)に従う。
- Rhynchotus maculicollis Huayco tinamou
- Rhynchotus rufescens  Red-winged tinamou

## 画像

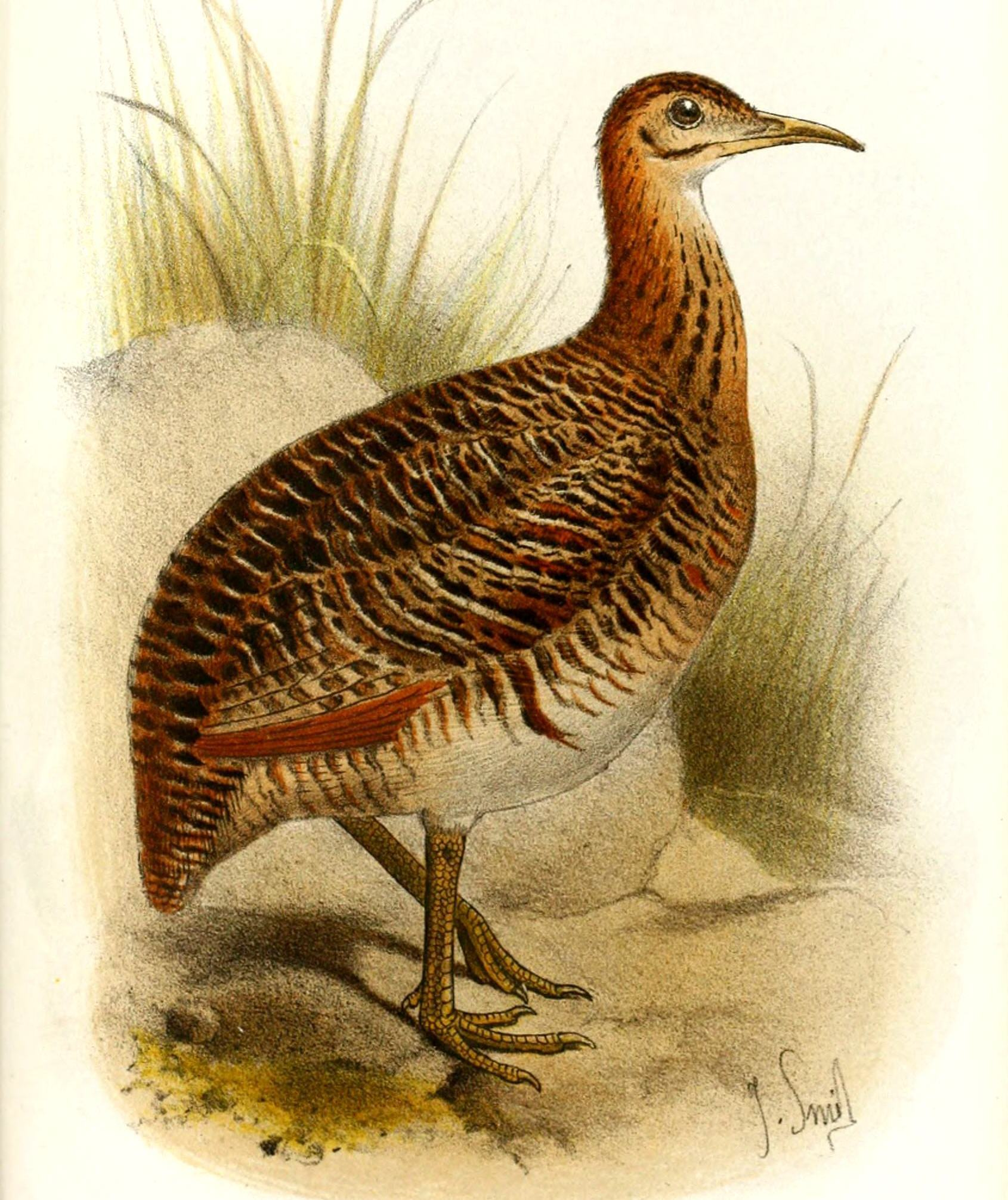
R. maculicollis